# Архиятр
Архия́тр, также архия́тор, архия́тер (от др.-греч. ἀρχι- «главный, старший» + ἰατρός «врач») — наименование врача, состоящего при особе государя, преимущественно при римских императорах. Впоследствии это звание присвоено было и тем медикам, на которых возлагали известные общественные обязанности.

## История
Первый упоминаемый в истории архиятр — Андромах Старший, личный врач императора Нерона. Архиятры разделялись на Archiatri palatini — придворных архиятров и Archiatri populares — архиятров для народа, или городских. Первые занимали место между царедворцами и достигали иногда высших государственных почестей (Comites et Archiatri Sacri palatini). Вторые, помимо других обязанностей, должны были лечить народ и безвозмездно снабжать его лекарствами. В городах архиятры составляли коллегии и получали жалованье от правительства.
В Поздней Римской империи дворцовые архиятры, именовавшиеся также primi medici, или primi medicorum, постепенно приобрели такой авторитет, что при Феодосии Великом и Гонории становились комитами, и даже викариями и дуксами. В одном из дипломов, выданных Кассиодором, министром короля Теодориха Великого, фигурирует титул комита архиятров, данный, «чтобы быть первым среди магистров здравоохранения» (ut inter salutis magistros solus habeatis eximius).
В королевстве франков первые медики также назывались архиятрами. Григорий Турский упоминает в этом качестве Реовала, медика королевы Радегунды, жены Хлотаря I (580 год), Арментария, проверявшего пульс короля Сигиберта I в 571 году, Марилейфа, первого медика короля Хильперика I. Тем не менее, начиная с правления Карла Великого, этот термин вышел из употребления. Со времен Карла V личные врачи французских королей стали именоваться первыми медиками, а в 1574 году, по аналогии с эпохой Кассиодора, они получили дополнительный титул графа архиятров (comte des archiâtres), который сохраняли до упразднения монархии.

## Архиятры в Российской империи
В Российской империи звание архиятра носил первый царский лейб-медик. С давних пор в России звание это произвольно присваивалось лейб-медиками в подражание римским врачам. Ещё при дворе Бориса Годунова один из врачей его, Ритинг, носил это звание, а потом и другие. Однако как должность это звание было введено 30 апреля 1716 года Петром I. Как чин эта должность была включена в 5-й класс табели о рангах, учреждённой указом Петра I от 24 января (4 февраля) 1722 года, при этом чин был гражданским, то есть не входил в систему придворных чинов (придворный чин первого лейб-медика состоял в 6-м классе этой табели).
Первым архиятром стал Роберт Арескин, который был вместе с тем назначен президентом аптекарской канцелярии и аптекарского приказа.
С этих пор в России архиятры назначались президентами медицинской канцелярии, сменившей в 1725 году Аптекарский приказ. Чин архиятра просуществовал до 12 сентября 1763 года, до учреждения императрицей Екатериной II медицинской коллегии, и с ним были связаны важные права и привилегии, а также весьма значительное по меркам XVIII века денежное содержание.
Архиятры управляли всей официальной медицинскою частью в России, имели главный надзор за всеми медицинскими учреждениями — госпиталями, аптеками и медицинскими школами — руководили врачами и аптекарями, определяя их на службу, увольняя или награждая.
Согласно «ЭСБЕ»:
«На них лежали санитарные заботы и обязанность преподавать наставления к сохранению здоровья и к предупреждению заразительных и повальных болезней; они докладывали о нуждах их управления прямо государю и непосредственно приводили в исполнение высочайшие указы по медицинской части».

### Список архиятров Российской империи
- Р. К. Арескин (1716—1718)
- Л. Л. Блюментрост (1721—1731)
- И. Х. Ригер (1732—1734)
- И. Б. Фишер (1734—1741)[7]
- И. Г. Лесток (—1748)
- Г. Бургав-Каау (1748—1752)
- П. 3. Кондоиди (1754—1760)
- Я. Ф. Монси (1762—1763)

После присоединения к Российской империи Великого княжества Финляндского там было введено аналогичное звание.